# Éric Cayrolle
Éric Cayrolle (ur. 27 sierpnia 1962 roku w Pau) – francuski kierowca wyścigowy.

## Kariera
Cayrolle rozpoczął karierę w międzynarodowych wyścigach samochodowych w 1985 roku od startów w Coupe de France Renault 5 Elf Turbo. Z dorobkiem trzynastu punktów uplasował się tam na siedemnastej pozycji w klasyfikacji generalnej. W późniejszych latach Francuz pojawiał się także w stawce Renault 5 Turbo Cup France, Francuskiej Formuły Renault, Francuskiej Formuły 3, Peugeot 905 Spider Cup, Spanish Touring Car Championship, French Supertouring Championship, French Touring Car Championship, French Super Production Championship, 24 Hours of Sicily, European Super Touring Championship, French GT Championship, American Le Mans Series, FIA GT Championship, International GT Open, World Touring Car Championship, Blancpain Endurance Series oraz Championnat de France FFSA GT.
W World Touring Car Championship Francuz wystartował podczas francuskiej rundy sezonu 2009 z hiszpańską ekipą Sunred Engineering. W pierwszym wyścigu uplasował się na dziesiątej pozycji, a w drugim był ósmy. Z dorobkiem jednego punktu uplasował się na dziewiętnastej pozycji w końcowej klasyfikacji kierowców. W klasyfikacji kierowców niezależnych był jedenasty.